# Petar Radenković
Petar Radenković (srbskou cyrilicí: Петар Раденковић; * 1. října 1934, Bělehrad) je bývalý jugoslávský fotbalový brankář srbské národnosti.

## Fotbalová kariéra
Začínal v FK Crvena zvezda, dále chytal v jugoslávské lize za OFK Bělehrad. Od roku 1961 chytal v Německu v Oberlize Südwest za Wormatii Worms a v Oberlize Süd za TSV 1860 München. Po vzniku bundesligy chytal za TSV 1860 München, se kterým získal v roce 1966 mistrovský titul a v roce 1964 DFB-Pokal. V Poháru mistrů evropských zemí nastoupil ve 2 utkáních, v Poháru vítězů pohárů nastoupil v 10 utkáních a ve Veletržním poháru nastoupil v 15 utkáních a dal 1 gól. Za reprezentaci Jugoslávie nastoupil v roce 1956 ve 3 utkáních. Byl členem jugoslávské reprezentace na LOH 1956 v Melbourne, nastoupil ve 2 utkáních a získal s týmem stříbrné medaile.

## Ligová bilance
| Ročník                                 | Zápasy | Góly | Klub             |
| -------------------------------------- | ------ | ---- | ---------------- |
| Jugoslávská Prva liga 1952             | 1      | 0    | FK Crvena zvezda |
| Jugoslávská Prva liga 1952/1953        | 2      | 0    | OFK Bělehrad     |
| Jugoslávská Prva liga 1953/1954        | 22     | 0    | OFK Bělehrad     |
| Jugoslávská Prva liga 1954/1955        | 15     | 0    | OFK Bělehrad     |
| Jugoslávská Prva liga 1955/1956        | 15     | 0    | OFK Bělehrad     |
| Jugoslávská Prva liga 1956/1957        | 26     | 0    | OFK Bělehrad     |
| Jugoslávská Prva liga 1957/1958        | 13     | 0    | OFK Bělehrad     |
| Jugoslávská Prva liga 1958/1959        | 0      | 0    | OFK Bělehrad     |
| Jugoslávská Prva liga 1959/1960        | 3      | 0    | OFK Bělehrad     |
| Fußball-Oberliga Südwest 1961/1962     | 13     | 1    | Wormatia Worms   |
| Fußball-Oberliga Süd 1962/1963         | 30     | 0    | TSV 1860 München |
| Německá fotbalová Bundesliga 1963/1964 | 30     | 0    | TSV 1860 München |
| Německá fotbalová Bundesliga 1964/1965 | 29     | 0    | TSV 1860 München |
| Německá fotbalová Bundesliga 1965/1966 | 34     | 0    | TSV 1860 München |
| Německá fotbalová Bundesliga 1966/1967 | 26     | 0    | TSV 1860 München |
| Německá fotbalová Bundesliga 1967/1968 | 34     | 0    | TSV 1860 München |
| Německá fotbalová Bundesliga 1968/1969 | 30     | 0    | TSV 1860 München |
| Německá fotbalová Bundesliga 1969/1970 | 32     | 0    | TSV 1860 München |
| CELKEM Německá fotbalová Bundesliga    | 215    | 0    |                  |
| CELKEM Fußball-Oberliga Süd            | 30     | 0    |                  |
| CELKEM Fußball-Oberliga Südwest        | 13     | 1    |                  |